# Bambina dallo spazio
(Gianluca Grignani)
Bambina dallo spazio è il primo singolo estratto dall'album Il re del niente del 2005. Con questo brano Gianluca Grignani ha vinto il Premio Lunezia per il valore musical-letterario.

## Il video
Il video vede la regia di Silvio Muccino. I protagonisti sono lo stesso Grignani e una ragazza. La storia inizia con il loro incontro: tra di loro scatta subito la passione. Il video racconta poi momenti diversi della loro storia: il tempo passa, gli ambienti vengono modificati. Il video si conclude con un terzo, ed inaspettato, personaggio e lascia la storia aperta al prossimo video, Il re del niente, diretto sempre dallo stesso Muccino. La bambina che appare alla fine del video è la figlia primogenita di Gianluca, Ginevra, a cui è dedicato il brano. 

## Tracce
CD
1. Bambina dallo spazio (G. Grignani)
2. Succo di vita (G. Grignani)
3. Destinazione Paradiso (Acoustic version) (G. Grignani, M. Luca)
4. Bambina dallo spazio (Demo version) (G. Grignani)

## Classifiche
| Classifica (2005) | Posizione |
| ----------------- | --------- |
| Italia            | 8         |

Classifiche di fine anno
| Classifica (2005) | Posizione |
| ----------------- | --------- |
| Italia            | 87        |